# I. e. 101
Évszázadok: i. e. 3. század – i. e. 2. század – i. e. 1. század
Évtizedek: i. e. 150-es évek – i. e. 140-es évek – i. e. 130-as évek – i. e. 120-as évek – i. e. 110-es évek – i. e. 100-as évek – i. e. 90-es évek – i. e. 80-as évek – i. e. 70-es évek – i. e. 60-as évek – i. e. 50-es évek
Évek: i. e. 106 – i. e. 105 – i. e. 104 – i. e. 103 –  i. e. 102 – i. e. 101 – i. e. 100 – i. e. 99 – i. e. 98 – i. e. 97 – i. e. 96

## Események

### Róma
- Manius Aquilius Nepost és Caius Mariust (ötödször) választják consulnak.
- Az előző évi consul, Quintus Lutatius Catulus és Marius egyesítik erőiket és a Pó partjainál a vercellaei csatában döntő vereséget mérnek a kimberekre. A kimber törzs gyakorlatilag elpusztul; harcosaik elesnek vagy fogságba kerülnek, a nők és gyerekek vagy öngyilkosok lesznek vagy rabszolgasorba jutnak.
- A kimbereket támogató tigurini kelta törzset Sulla kiűzi Gallia Narbonensis provinciából és a mai Frankóniában telepednek le.
- Manius Aquilius consul leveri a második szicíliai rabszolgafelkelést. Vezérüket, Atheniont saját kezűleg végzi ki.

### Hellenisztikus birodalmak
- Az egyiptomi X. Ptolemaiosz meggyilkoltatja a kormányzást teljesen a kezében tartó anyját és uralkodótársát, III. Kleopátrát. Ezt követően feleségül veszi unokahúgát (testvérei, IX. Ptolemaiosz és V. Kleopátra Szeléné lányát), III. Berenikét.
- VI. Mithridatész pontoszi király meggyilkoltatja VII. Ariarathész kappadókiai királyt, aki tiltakozott az országa ügyeibe való beavatkozásba. Ezután kiskorú fiát, IX. Ariarathészt ülteti a trónra, akit a helyi nemesség hamarosan elűz és a megölt király öccsét, VIII. Ariarathészt koronázzák meg.

## Halálozások
- III. Kleopátra, egyiptomi királynő
- VII. Ariarathész, kappadókiai király

## Fordítás
- Ez a szócikk részben vagy egészben  a(z)   101 av. J.-C. című francia Wikipédia-szócikk ezen változatának fordításán alapul.  Az eredeti cikk szerkesztőit annak laptörténete sorolja fel. Ez a jelzés csupán a megfogalmazás eredetét és a szerzői jogokat jelzi, nem szolgál a cikkben szereplő információk forrásmegjelöléseként.